# Lampria tolmides
Lampria tolmides là một loài ruồi trong họ Asilidae. Lampria tolmides được Walker miêu tả năm 1849. Loài này phân bố ở vùng Tân nhiệt đới.